# Медоев, Георгий Цараевич
Георгий Цараевич (Цораевич) Медо́ев (1901—1991) — советский геолог. Лауреат Ленинской премии.

## Биография
Родился 17 (30 июня) 1901 года в селе Дигора (ныне Северная Осетия).
Окончил ЛГИ. В 1931—1935 годах в геологической экспедиции в районе Караганды. По итогам работы опубликовал исследования «Геологическое строение Карагандинского угольного бассейна» (1933) и «Основные черты геологии и тектоники Карагандинского каменноугольного бассейна» (1936).
В 1936—1987 зав. кафедрой общей геологии Казахского горно-металлургического (политехнического) института. С 1987 года профессор-консультант КазПТИ.
Кандидат геолого-минералогических наук, член-корреспондент АН Казахской ССР, профессор (1967).
Умер 23 ноября 1991 года в Алма-Ате.

## Награды и премии
- Сталинская премия третьей степени (1948) — за геологические исследования, обеспечившие открытие новых участков коксующихся углей в Карагандинском угольном бассейне
- Ленинская премия (1958) — за участие в разработке научных основ и составлении первых металлогенических карт Центрального Казахстана.
- заслуженный деятель науки Казахской ССР